# Hebardina senecta
Hebardina senecta är en kackerlacksart som först beskrevs av Rehn, J. A. G. 1904.  Hebardina senecta ingår i släktet Hebardina och familjen storkackerlackor. Inga underarter finns listade i Catalogue of Life.